# Challenger ATP Club Premium Open 2007
Il Challenger ATP Club Premium Open 2007 è stato un torneo di tennis facente parte della categoria ATP Challenger Series nell'ambito dell'ATP Challenger Series 2007. Il torneo si è giocato a Quito in Ecuador dall'8 al 14 ottobre 2007 su campi in terra rossa.

## Vincitori

### Singolare
Santiago Giraldo ha battuto in finale  Giovanni Lapentti con il punteggio di 7–6(4), 6–4

### Doppio
Brian Dabul /  Marcos Daniel hanno battuto in finale  Hugo Armando /  Ricardo Mello con il punteggio di 4–6, 7–5, [10–7]